# New Cumberland, West Virginia
New Cumberland är administrativ huvudort i Hancock County i West Virginia i USA. Enligt 2010 års folkräkning hade New Cumberland 1 103 invånare.